# Großkarolinenfeld

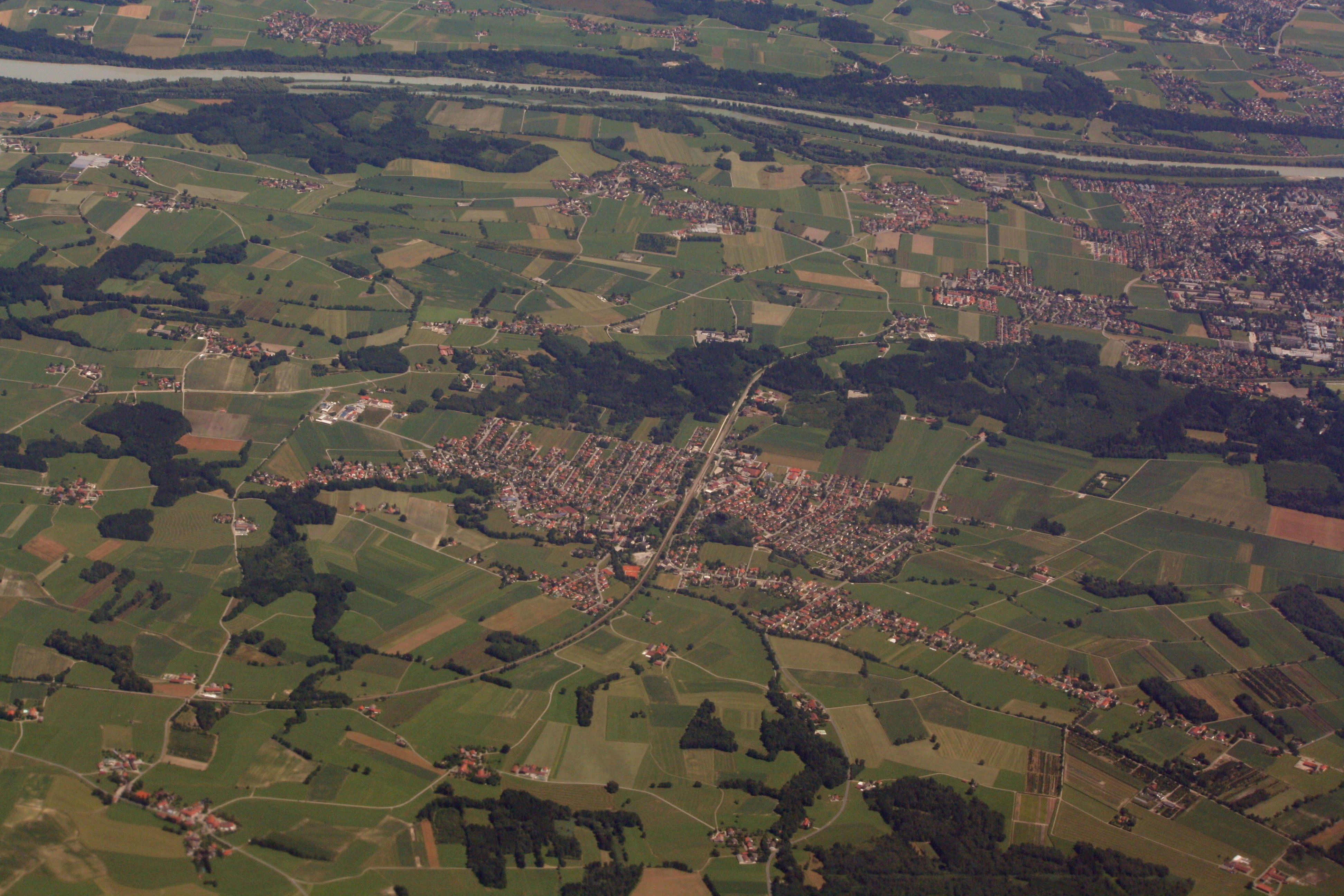
Luftbild Großkarolinenfeld

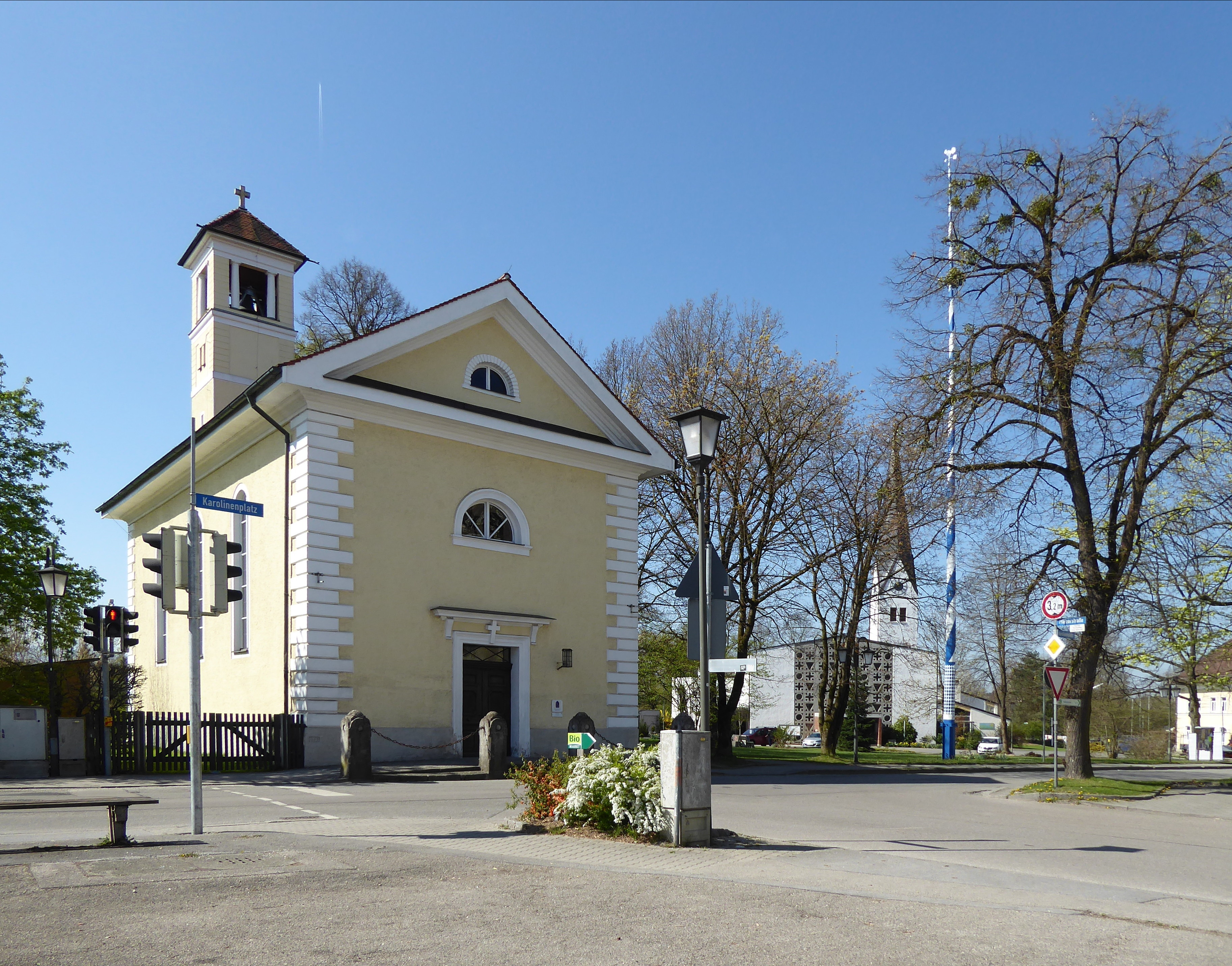
Die evangelische Karolinenkirche (links) und die katholische Kirche Heilig Blut (rechts)

Großkarolinenfeld ist eine Gemeinde und deren Hauptort im Landkreis Rosenheim mit 7374 Einwohnern (31. Dezember 2019). Sie liegt im Regierungsbezirk Oberbayern. Größere Gemeindeteile sind – neben Großkarolinenfeld selbst – Tattenhausen, Jarezöd (Dred), Hilperting und Thann. Umgangssprachlich wird der Ort meist kurz „Großkaro“ genannt.

## Geografie

### Lage
Der Ort Großkarolinenfeld befindet sich sechs Kilometer nördlich von Rosenheim, acht Kilometer von Bad Aibling, jeweils 27 km von Wasserburg am Inn und Ebersberg sowie 57 km von der Landeshauptstadt München entfernt. Zu den Anschlussstellen Bad Aibling und Rosenheim der Bundesautobahn 8 sind es jeweils 12 km; seit September 2023 ist die Bundesautobahn 8 auch über die B15a (Westtangente) erreichbar (9 km).  Am westlichen Ortsrand fließt die Rott.

### Gemeindegliederung
Es gibt 41 Gemeindeteile:
- Alsterloh
- Ametsbichl
- Aschach
- Auberg
- Bach
- Bichl
- Buchrain
- Deutlstätt
- Ester
- Filzen
- Frauenholz
- Gröben
- Großkarolinenfeld
- Gutmart
- Haslau
- Hilperting
- Hohenaich
- Hub
- Jarezöd
- Kirchsteig
- Kolberg
- Krabichl
- Lehen
- Linden
- Mühlbach
- Naglstätt
- Öd
- Ödenhub
- Petzenbichl
- Rann
- Ried
- Riedhof
- Rott
- Schlimmerstätt
- Schwaig
- Stolz
- Tattenhausen
- Thann
- Thonbichl
- Vogl
- Zweckstätt

### Natur
Das folgende Schutzgebiet berührt das Gemeindegebiet:
- Fauna-Flora-Habitat-Gebiet Rotter Forst und Rott (8038-371)

## Geschichte

### 19. und 20. Jahrhundert
Im Jahr 1802 erließen der bayerische Kurfürst Max IV. Josef und seine Frau Karoline einen Aufruf, wonach sich Pfälzer Untertanen auf dem Rosenheimer und auf dem Neuburger Moos ansiedeln könnten. Ihnen wurde Grund und Boden, die Befreiung von der Militärpflicht, Steuerfreiheit, zwölf Pferde und ein Kirchendarlehen angeboten. Seit 1802 kamen die ersten – meist protestantischen – Siedler aus der rechts- und linksrheinischen Pfalz (dem Gebiet zwischen Heidelberg und Kaiserslautern) nach Großkarolinenfeld.
1895 wurde die Raiffeisenbank Großkarolinenfeld, 1922 die Raiffeisenbank Tattenhausen gegründet, welche 1938 zur Raiffeisenbank Tattenhausen-Großkarolinenfeld eG fusionierten.
Großkarolinenfeld gehörte bis zu dessen Auflösung im Jahre 1972 zum Landkreis Bad Aibling, danach wurde es dem Landkreis Rosenheim zugeschlagen.
Nach der rumänischen Revolution von 1989 siedelten sich zahlreiche evangelische Landler hier an.

### Eingemeindungen
1933 wechselte die Einöde Aschach von der Gemeinde Mietraching zur Gemeinde Großkarolinenfeld.
Im Zuge der Gebietsreform in Bayern wurden am 1. Mai 1978 die Gemeinde Tattenhausen und Teile der aufgelösten Gemeinde Westerndorf St. Peter eingegliedert. Der Weiler Ried, der ursprünglich zur Gemeinde Ellmosen gehörte, die 1973 nach Bad Aibling eingemeindet wurde, wurde 1978 von Bad Aibling nach Großkarolinenfeld umgegliedert.

### Einwohnerentwicklung
Zwischen 1988 und 2018 wuchs die Gemeinde von 5474 auf 7344 um 1870 Einwohner bzw. um 34,2 %.

## Öffentlicher Personenverkehr
- Schienenverkehr: Großkarolinenfeld hat einen Haltepunkt an der Bahnstrecke München–Rosenheim, der mindestens jede Stunde von der Bayerischen Regiobahn bedient wird.
- Busverkehr: Großkarolinenfeld wird von zwei Buslinien an den Regionalverkehr Oberbayern angeschlossen. Durch die Linien 44 und 9495 bestehen Verbindungen nach Rosenheim, Kolbermoor, Tattenhausen, Ostermünchen und Bad Aibling.

## Religionen
Schon 1804 wurde das evangelische Pfarrhaus errichtet. Im Jahre 1822 wurde die Karolinenkirche als erste evangelische Kirche Oberbayerns errichtet. Die katholische Pfarrkirche Heilig Blut wurde 1851 erbaut und besteht in der heutigen Form seit 1959.
Die katholische Pfarrkirche Heilig Kreuz im Gemeindeteil Tattenhausen wurde 1196 geweiht. In einem Besitzstreit vor dem Karolingischen Gerichtshof in Bad Aibling wurde bereits 804 eine Kirche in Tattenhausen erwähnt.

## Politik

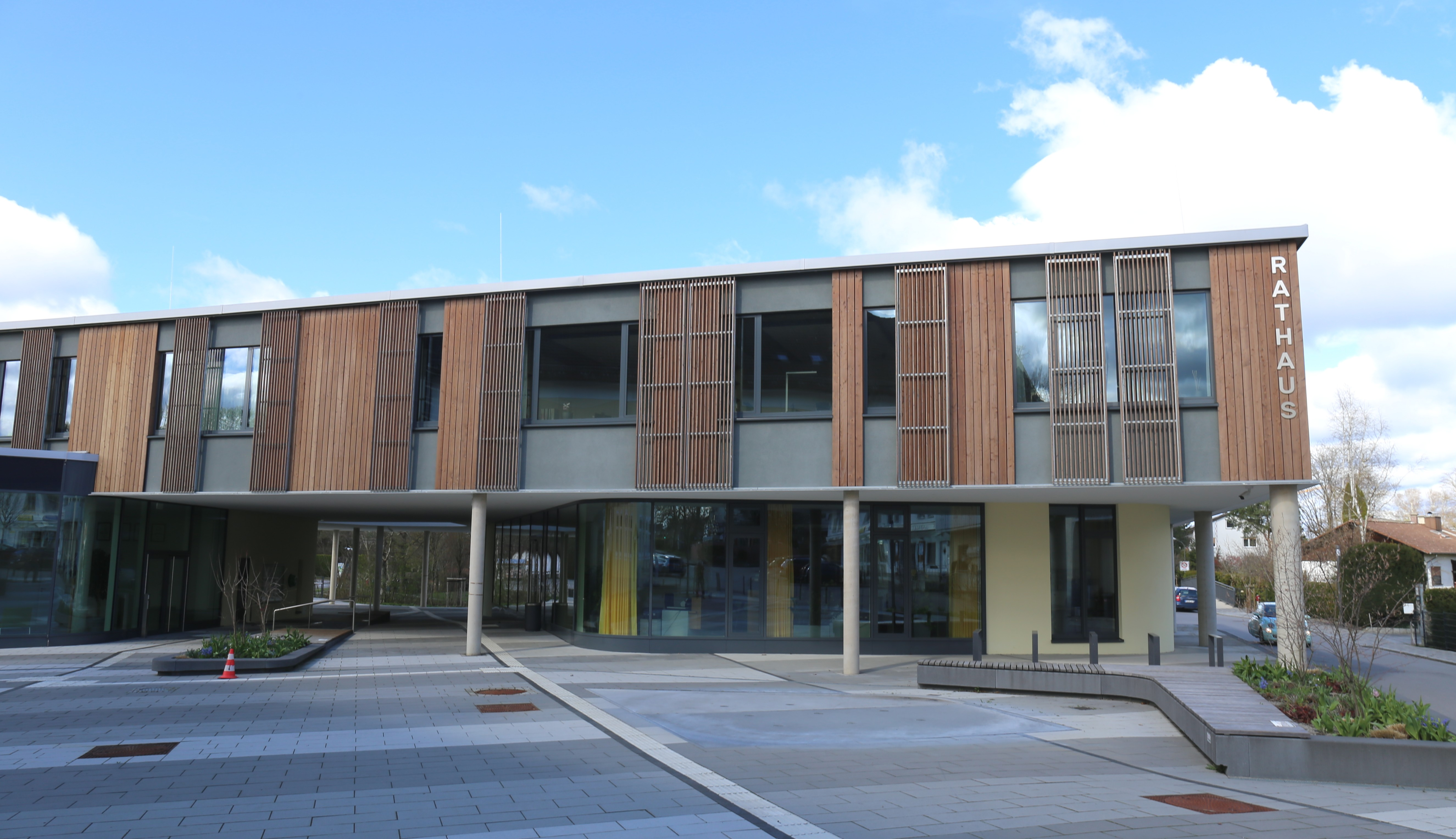
Rathaus Großkarolinenfeld

### Gemeinderat
| Partei/Liste    | 2020 | 2014 | 2008 | 2002 |
| --------------- | ---- | ---- | ---- | ---- |
| CSU             | 7    | 9    | 9    | 8    |
| SPD             | 1    | 2    | 2    | 2    |
| GRÜNE           | 3    | 2    | 2    | 1    |
| PLW 1           | 4    | 4    | 4    | 4    |
| GBV 2           | 5    | 3    | 3    | 5    |
| Sitze insgesamt | 20   | 20   | 20   | 20   |

### Bürgermeister
Seit Januar 2001 ist Bernd Fessler (* 1958) Erster Bürgermeister, er wurde zuletzt 2020 im Amt bestätigt.

### Wappen
| Wappen von Großkarolinenfeld | Blasonierung: „In Schwarz ein aus grünem, mit einem silbernen Querbach belegten Dreiberg aufwachsender, rot bewehrter goldener Löwe, begleitet rechts von einem silbernen Moorkolben, links von einer silbernen Getreideähre.“ |
| Wappen von Großkarolinenfeld | Wappenbegründung: Das 150 Jahre nach der Gründung der Moorkolonie angenommene Gemeindewappen vereint Symbole, die an die Entstehung und Geschichte des nach der Kurfürstin Karoline Großkarolinenfeld benannten Ortes erinnern. Der mit einem Querbach belegte Dreiberg beschreibt heraldisch stilisiert die geografische Situation des von kleinen Bächen durchzogenen Hochmoores westlich von Rosenheim, in dem überwiegend pfälzische Kolonisten 1802 eine neue Siedlung anlegten. Auf die Herkunft der ersten Siedler verweist der Pfälzer Löwe, der zur Unterscheidung des Löwen im bayerischen Staatswappen nicht steigend, sondern wachsend dargestellt wird. Moorkolben und Getreideähre versinnbildlichen die Urbarmachung des Moores für die landwirtschaftliche Nutzung. Dieses Wappen wird seit 1952 geführt. |

### Partnergemeinden
Drei deutsche Gemeinden sind Partnergemeinden von Großkarolinenfeld: Königsmoos in Bayern, Petershagen/Eggersdorf in Brandenburg und Westheim in Rheinland-Pfalz.

## Bildung
Im Gemeindegebiet gibt es den katholischen Pfarrkindergarten Balu mit drei Gruppen, den Gemeindekindergarten Pusteblume mit drei Gruppen, die Gemeindekrippe Pusteblume mit zwei Gruppen und einer Integrationsgruppe sowie den Kindergarten Spatzennest in Tattenhausen mit zwei Gruppen.
Die Max-Joseph-Schule bietet als Grund- und Mittelschule den M-Zug an.

## Wirtschaft
Einer der größten und auch ältesten Arbeitgeber der Gemeinde ist die örtliche Raiffeisenbank Tattenhausen-Großkarolinenfeld eG, die Filialen in den Gemeindeteilen Großkarolinenfeld und Tattenhausen besitzt; 18 Mitarbeiter arbeiten dort. Das Geldinstitut hatte 2014 eine Bilanzsumme von rund 80 Millionen erwirtschaftet. Die Gründung der Bank erfolgte 1895, erster Vorstand war der evangelische Pfarrer Johann Georg Hüfner.

## Persönlichkeiten
- Franz Holper (1862–1935), Maler und Architekt, lebte von 1924 bis zu seinem Tod in Großkarolinenfeld
- Helmut Gschwendtner (* 1938), Wirtschaftswissenschaftler und Hochschullehrer

## Kuriosa
Kleinkarolinenfeld ist nicht ein Gemeindeteil von Großkarolinenfeld, sondern ein Teil der Gemeinde Aying im Landkreis München.